# Discurs sobre l'origen i els fonaments de la desigualtat entre les persones
El Discurs sobre l'origen i els fonaments de la desigualtat entre els éssers humans (en francès: Discours sur l'origine et les fondements de l'inégalité parmi les hommes) és un assaig del filòsof ginebrí Jean-Jacques Rousseau, publicat l'any 1755.
Amb El contracte social, és una de les obres centrals del pensament polític de l'autor; hi exposa la seua concepció de l'estat de natura, de la perfecció humana; i presenta la propietat privada com a font de totes les desigualtats.
El títol de l'obra s'abreuja a voltes com Sobre la desigualtat entre les persones o Discurs sobre l'origen de la desigualtat en algunes edicions.

## Context
Aquest assaig filosòfic es començà el 1753 i es va publicar el 1755, com a resposta a una pregunta de concurs de l'Acadèmia de Dijon: «Quin és l'origen de la desigualtat entre les persones i la llei natural la permet?»
La seua participació en aquest concurs s'ajusta al Discurs de les ciències i les arts pel qual havia estat premiat l'any 1750 per aquesta mateixa acadèmia.
Però aquesta vegada fou criticat de manera diferent, sobretot per Voltaire en una carta datada del 30 d'agost del 1755, en què escrivia: «He rebut, senyor, el vostre nou llibre contra l'espècie humana […] Mai s'ha utilitzat tant d'enginy per intentar fer-nos estúpids... Un té ganes de caminar a quatre potes quan llegeix la seua obra». No va comprendre l'empresa de Rousseau i el nou estatus que aquesta empresa dona a la ficció teòrica d'un "estat de natura", la finalitat del qual és possibilitar la crítica social separant la qüestió de l'origen (de fet) de la desigualtat de la del seu fonament o, més precisament, de la seua manca de fonament (en dret), alhora que obri l'espai per a una distinció explorada més endavant en el Contracte social entre la realitat del poder i l'autoritat legítima.
El Discurs sobre l'origen de la desigualtat entre les persones és un assaig d'unes cent pàgines, molt comentat per l'autor.
Se sol acompanyar, en moltes edicions, d'un virulent intercanvi entre Voltaire i Rousseau, en què el primer castiga la visió optimista del segon sobre la naturalesa humana, així com la seua visió de l'individu en societat.
El text és plantejat per la pregunta de l'Acadèmia de Dijon: «Quin és l'origen de la desigualtat entre les persones, i la llei natural la permet?», en què es basa tot l'assaig.

### Dedicació
L'assaig duu una dedicatòria que és una carta de lloança adreçada a la República de Ginebra datada del 12 de juny del 1754. En aquesta dedicatòria, Rousseau afirma que la República de Ginebra és el millor estat possible: en primer lloc perquè és de mida moderada: tots els ciutadans es coneixen, i això promou la moral virtuosa. També és un estat democràtic «sàviament temperat», en què les relacions entre magistrats i poble es regeixen pel respecte mutu. I sobretot, és perquè és un estat regit per lleis, i en què ningú no és per damunt de la llei, que assegura la llibertat de tot el món:
| « | où cessent la vigueur des lois et l'autorité de leurs défenseurs il ne peut y avoir ni sûreté ni liberté pour personne. (Allà on cessen la força de les lleis i l'autoritat dels seus defensors, no hi pot haver-hi seguretat ni llibertat per a ningú). | » |

### Pròleg
En el pròleg, J. J. Rousseau especifica l'objecte de la recerca: «la societat sols mostra la violència dels poderosos i l'opressió dels febles». D'on prové aquesta desigualtat repugnant? Està escrita en la naturalesa humana? Per a respondre a aquesta pregunta, hauríem de ser capaços d'estudiar aquesta naturalesa humana, de tornar a l'estat primitiu humà. Malauradament, conèixer aquest estat «que ja no existeix, que potser mai no va existir, que potser mai no existirà» és una cosa difícil perquè la vida social ha transformat profundament les persones. L'humà primitiu només tenia dos principis bàsics en l'ànima: preservar-se i evitar fer patir els altres. Per tant, se subjectava a una «llei natural» molt senzilla que és ofegada en l'humà modern. Cal, doncs, estudiar «seriosament» aquesta naturalesa humana originària i identificar les modificacions que ha patit en els governs que s'han succeït al llarg del temps.

### Primera part
En la introducció, J. J. Rousseau diferencia dos tipus de desigualtats: les naturals i les «desigualtats moral o política», és a dir, els privilegis establerts per les convencions. Descarta la tesi que els segons en deriven dels primers perquè els rics i poderosos no són necessàriament els més forts ni els millors. Per entendre l'origen d'aquestes convencions, cal mirar, doncs, l'origen de les primeres societats polítiques. Ací Rousseau critica els filòsofs que pensaven que tenien les arrels en l'estat de la natura.
En aquesta primera part, al contrari, descriurà aquest estat de la natura com el desplegament de la vida física, animal, d'un ésser humà primitiu solitari sense necessitat ni possibilitat de construir societats polítiques.
La tesi de Rousseau és, doncs, que l'ésser humà no és naturalment un ésser sociable. ¿Com entendre, doncs, aquesta afirmació de l'Emili, o De l'educació: «L'ésser humà és sociable per naturalesa, o almenys és fet per ser-ho?». Segons Jean-Luc Guichet, és la noció de llibertat el que fa comprensible la posició rousseauniana. L'humà és lliure; no té cap instint que no puga esquivar, a diferència de l'animal. Per tant, pot observar i imitar altres animals i altres persones. Això anirà acreixent a poc a poc la seua «perfectibilitat», que és l'altra característica de l'humà natural vist des de l'angle metafísic, i això farà possible i fins i tot inevitable l'aparició dels primers vincles socials. Per tant, la sociabilitat humana no és pas un instint o un tret natural, sinó el resultat d'«una mena de fatalitat» pel fet que és gratuïta.
El final d'aquesta primera part està dedicat a la descripció moral d'aquest humà natural. En realitat, les nocions del bé i del mal no s'apliquen a la vida d'aquest humà solitari que només pensa a conservar-se: «no podien ser ni bons ni dolents». Tanmateix, aquest instint de conservació és «moderat» per pietat, un sentiment que ens fa sentir repugnància a fer patir l'altri. Ara bé, aquest sentiment de pietat serà la base de la moral futura de l'ésser humà que ha esdevingut social.

### Segona part
La segona part s'obre amb aquesta afirmació: Le premier qui, ayant enclos un terrain, s'avisa de dire «Ceci est à moi», et trouva des gens assez simples pour le croire, fut le vrai fondateur de la société civile. («El primer que, havent tancat un tros de terra, pensà a dir "Això és meu" i trobà gent prou ximple per a creure'l, fou el veritable fundador de la societat civil»).
Hi ha ací una crítica de la propietat que anticipa quasi en un segle la fórmula de Proudhon «la propietat és un robatori» de la seua obra Què és la propietat?. Per a Rousseau, la propietat és el resultat de la invenció de la metal·lúrgia i l'agricultura: aquestes dues "arts" augmentaren la riquesa de les primeres societats el naixement de les quals es descriu al començament d'aquesta segona part, i Rousseau ens diu que eren l'estat «millor per a l'ésser humà», aquell en què «vivien lliures, sans, bons i feliços tant com podien ser de natural».
Des del moment en què l'ésser humà cultiva la terra, sorgeix la qüestió del seu repartiment: de la simple presa de possessió pel treball es passa al reconeixement de la propietat que comporta després les primeres normes de justícia. Aquesta aparença de riquesa, però, desencadenarà les passions lligades a l'autoestima: sempre volem més riquesa per a posar-nos per sobre dels altres, i Rousseau pinta ací un quadre fosc de persones preses de la cobdícia, l'ambició, i la set de dominar el proïsme.
Ací és on aquest estat de violència, de «guerra de tots contra tots», que Thomas Hobbes afirmava que és consubstancial a la naturalesa humana, Rousseau el considera resultat de la vida en societat.
I és per eixir d'aquesta violència generalitzada que s'establirà la «societat civil», és a dir, l'estat amb un poder polític legítim situat per sobre de la societat. Rousseau, però, deixa clar que són els més rics els que són rere d'aquesta empresa perquè són els que tenen més a perdre. Així, el nou ordre social està lligat a l'establiment de la desigualtat. Friedrich Engels aniria en la mateixa direcció quan va definir l'estat al segle xix com «l'estat de la classe més poderosa, la que domina econòmicament i que gràcies a ell també esdevé la classe políticament dominant».
Al final d'aquesta segona part, Rousseau assegura que aquesta relació entre política i desigualtats constitueix un vici fonamental que soscava el cos social a tots els nivells, i també és una llavor de corrupció de les institucions que acabarà engendrant despotisme. Aquest despotisme se'ns presenta com un nou estat de natura en què sols hi ha la llei del més fort «fins que les noves revolucions dissolguen el govern o l'acosten a la institució legítima», el pla de la qual Rousseau esbossà en El contracte social.
Com assenyalen David Graeber i David Wengrow, Rousseau arriba ací a integrar elements tant de la crítica autòctona de la societat europea —com afirma el personatge del Salvatge de Lahontan—, ressons de la història bíblica de la caiguda humana i alguna cosa semblant a les etapes de l'evolució de les societats proposades per Anne Robert Jacques Turgot el 1750 en Tableau philosophique des progrès successives de l'esprit humain. Tot i acceptar la crítica autòctona, no pot, però, imaginar que la societat es base en una altra cosa que no siga la propietat privada.

## Posteritat
El Discurs va tenir una llarga posteritat filosòfica i política. El segon president dels Estats Units, John Adams, fou un gran lector de Rousseau i del seu Discurs, i apreciava especialment la descripció que Rousseau feia del cor civilitzat. Escrigué que la descripció era "massa fosca i horrible per ser transcrita".
Segons François-René de Chateaubriand, Napoleó Bonaparte fou també un lector del Discurs, sobretot durant els seus anys a Santa Helena. Hi va escriure: «No m'ho crec; no crec res d'això. A Àsia, l'obra es va traduir parcialment al japonès el 1883 amb el títol Sobre la desigualtat (Fubyôdôron), per un estudiant de Nakae Chômin.